# マンブー!
『マンブー!』は、1997年4月から同年9月までTBSで放送されたバラエティ番組である。

## 概要
当時、深夜番組の雄として2クールごとに番組リニューアルしていたロンドンブーツ1号2号の冠番組。今回は過激なネタでそれなりに関東で注目されていたモリマンをそれぞれ冠にした。
前番組「急性吉本炎」でのロンブーの素人いじりが評判良く、それを中心とした番組でモリマンとロンブーが素人を連れてきていじりまくる番組である。
後番組「まぶだち!!」（1997年10月 - 1999年3月）「まぶごえ!!」（1999年4月 - 9月）もロンブーが主体の番組で番組の方向性は継続していた。

## 出演者
- 田村淳（ロンドンブーツ1号2号）
- 田村亮（ロンドンブーツ1号2号）
- ホルスタイン・モリ夫（モリマン）
- 種馬マン（モリマン）
- 井元由香
- 住友優子（ナレーター）

## スタッフ
- 構成：木村和彦、柏田眞史、藤井輝久、鈴木しげき、市川麻美、野村渉
- TP：両角誠
- カメラ：佐藤大視
- VE：鈴木貴裕
- 音声：新垣義幸
- 音効：渡辺貴信（SPOT）
- 編集：飯田健一（TDKビデオセンター）
- MA：松尾隆裕（TDKビデオセンター）
- 美術協力：フジアール
- 技術協力：八峯テレビ
- 演出：森見純
- ディレクター：黒崎孝一、関純子
- プロデューサー：園田憲（TBS）、泉正隆、中川雅博、古山洋也
- 制作協力：吉本興業
- 製作著作：TBS

| TBSテレビ 水曜25:20枠                                 | TBSテレビ 水曜25:20枠     | TBSテレビ 水曜25:20枠             |
| 前番組                                                | 番組名                    | 次番組                            |
| ----------------------------------------------------- | ------------------------- | --------------------------------- |
| 慢性吉本炎 ※ここまでは70分放送 (1995年10月-1997年3月) | マンブー! (1997年4月-9月) | まぶだち!! (1997年10月-1998年3月) |

| スタブアイコン | サブスタブ | この項目は、まだ閲覧者の調べものの参照としては役立たない、テレビ番組に関連した書きかけの項目です。この項目を加筆・訂正などしてくださる協力者を求めています（P:テレビ/PJ:放送または配信の番組）。 |